# Michael S. Williams
Sir Michael Sanigear Williams, CMG (* 17. August 1911; † 25. Februar 1984) war ein britischer Diplomat, der unter anderem zwischen 1960 und 1963 Gesandter und ab 1962 erster Botschafter in Guatemala, von 1963 bis 1965 Leiter der Unterabteilung Wirtschaft und Handel des Außenministeriums sowie zwischen 1965 und 1970 Gesandter beim Heiligen Stuhl war.

## Leben
Michael Sanigear Williams, Sohn des Geistlichen Reverend F. F. S. Williams, absolvierte nach dem Besuch der renommierten Rugby School ein Studium am Trinity College der University of Cambridge. Er trat danach am 11. Oktober 1935 in den diplomatischen Dienst (HM Foreign Service) des Außenministeriums (Foreign Office) ein und wurde am 14. Oktober 1935 zum Dritten Sekretär (Third Secretary) befördert. Er fand danach Verwendungen im Außenministerium sowie an den Auslandsvertretungen in Spanien, Italien und Brasilien und wurde am 14. Oktober 1940 zum Zweiten Sekretär (Second Secretary) befördert sowie am 27. Dezember 1944 zum kommissarischen Ersten Sekretär (Acting First Secretary) ernannt.
Im Außenministerium fungierte Williams zwischen 1946 und 1947 als kommissarischer Leiter des Referats Süd (Acting Head of the Southern Department, Foreign Office), ein 1933 eingerichtetes Referat mit der Zuständigkeit für Italien, Österreich, Tschechoslowakei, Ungarn und die Balkanstaaten. Nachdem er am 16. Mai 1950 zum Beamten Sechsten Grades des höheren Dienstes (HM Foreign Service Officer Sixth Grade of Branch A) befördert worden war, fungierte er zwischen 1950 und 1952 als Botschaftsrat an der Botschaft in Brasilien. Nach seiner Rückkehr war er von 1952 bis 1954 im Außenministerium Leiter des Politischen UN-Referats (Head of United Nations(Political) Department, Foreign Office) wurde für seine dortigen Verdienste am 10. Juni 1954 Companion des Order of St Michael and St George (CMG). Danach war er im Außenministerium von 1955 bis 1956 als Gesandter Verbindungsbeamter zum Auslandsgeheimdienst Secret Intelligence Service sowie anschließend zwischen 1956 und 1960 Gesandter an der Botschaft in der Bundesrepublik Deutschland.
Als Nachfolger von Thomas Wikeley übernahm Michael S. Williams am 14. April 1960 zunächst den Posten als Gesandter in Guatemala und wurde als solcher am 10. Mai 1960 zusätzlich Generalkonsul in Guatemala. Nach der Aufwertung der Gesandtschaft zur Botschaft wurde er am 9. August 1962 erster Botschaft des Vereinigten Königreichs in Guatemala und bekleidete diesen Posten bis 1963, woraufhin Robert Isaacson seine dortige Nachfolge antrat.
Zugleich übernahm er am 9. August 1962 zusätzlich den Posten als Generalkonsul in Guatemala-Stadt. Nach seiner Rückkehr wurde er 1963 als Assistant Under-Secretary for Foreign Affairs (Economic and Commercial) Leiter der Unterabteilung Wirtschaft und Handel im Außenministerium und behielt diese Funktion bis 1965.
Zuletzt wurde Michael Sanigear Williams am 23. Mai 1965 Gesandter beim Heiligen Stuhl und trat dort die Nachfolge von Sir Peter Scarlett an. Er verblieb auf diesem Posten bis zu seinem vorzeitigen Ausscheiden aus dem diplomatischen Dienst 1970 und wurde daraufhin von Desmond Crawley abgelöst. Während dieser Zeit wurde er am 1. Januar 1968 zum Knight Commander des Order of St Michael and St George (KCMG) geschlagen und führte seither den Namenszusatz „Sir“.
Aus seiner 1942 geschlossenen Ehe mit der 1964 verstorbenen Joy Katharine Holdsworth Hunt gingen zwei Töchter hervor. Seine Tochter Virginia Anne Williams heiratete 1964 Desmond Roderic O’Conor, O’Conor Don, der seit 2000 Namenschef und Patron des Namens O’Conor ist, während seine Tochter Diana Caroline Williams 1975 John Fitzwalter Butler, den heutigen 19. Baron Dunboyne, heiratete.